# Савар (Сали)
Савар (хорв. Savar) — населений пункт у Хорватії, в Задарській жупанії у складі громади Сали.

## Населення
Населення за даними перепису 2011 року становило 53 осіб.
Динаміка чисельності населення поселення:

## Клімат
Середня річна температура становить 15,44 °C, середня максимальна – 26,38 °C, а середня мінімальна – 4,14 °C. Середня річна кількість опадів – 837 мм.
| Клімат поселення                              | Клімат поселення | Клімат поселення | Клімат поселення | Клімат поселення | Клімат поселення | Клімат поселення | Клімат поселення | Клімат поселення | Клімат поселення | Клімат поселення | Клімат поселення | Клімат поселення | Клімат поселення |
| Показник                                      | Січ.             | Лют.             | Бер.             | Квіт.            | Трав.            | Черв.            | Лип.             | Серп.            | Вер.             | Жовт.            | Лист.            | Груд.            |                  |
| Середній максимум, °C                         | 12,15            | 11,92            | 13,25            | 16,54            | 21,61            | 25,88            | 26,38            | 26,15            | 21,66            | 18,66            | 14,73            | 11,56            |                  |
| Середня температура, °C                       | 8,27             | 8,03             | 9,36             | 12,65            | 17,73            | 22,00            | 24,40            | 24,16            | 19,70            | 16,70            | 12,75            | 9,59             |                  |
| Середній мінімум, °C                          | 4,38             | 4,14             | 5,49             | 8,77             | 13,85            | 18,11            | 22,43            | 22,18            | 17,73            | 14,73            | 10,76            | 7,60             |                  |
| Норма опадів, мм                              | 71               | 59               | 62               | 65               | 60               | 52               | 29               | 50               | 94               | 103              | 102              | 90               |                  |
| Середньомісячна швидкість вітру, м/с          | 3.03             | 3.17             | 3.31             | 3.14             | 2.73             | 2.55             | 2.54             | 2.44             | 2.68             | 2.85             | 3.47             | 3.31             |                  |
| Середньомісячна сонячна радіація, кДж/м²·день | 5006             | 7820             | 11504            | 16387            | 20742            | 22982            | 24522            | 21174            | 15692            | 10019            | 5439             | 4276             |                  |
| --------------------------------------------- | ---------------- | ---------------- | ---------------- | ---------------- | ---------------- | ---------------- | ---------------- | ---------------- | ---------------- | ---------------- | ---------------- | ---------------- | ---------------- |
| Джерело:                                      |                  |                  |                  |                  |                  |                  |                  |                  |                  |                  |                  |                  |                  |